# هنری فورک (ویرجینیا)
هنری فورک (به انگلیسی: Henry Fork) یک منطقهٔ مسکونی در ایالات متحده آمریکا است که در شهرستان فرانکلین، ویرجینیا واقع شده‌است. هنری فورک ۷٫۰۸ کیلومتر مربع مساحت و ۱٬۲۳۴ نفر جمعیت دارد و ۳۷۱٫۸۶ متر بالاتر از سطح دریا واقع شده‌است.